# Libourne
Libourne (in occitano Liborna) è un comune francese di 24 506 abitanti situato nel dipartimento della Gironda nella regione Nuova Aquitania.
Qui l'Isle confluisce nella Dordogna.

## Società

### Evoluzione demografica
Abitanti censiti

## Amministrazione

### Gemellaggi
- Schwandorf, dal 1965[2]
- Keynsham, dal 1977[2]
- Logroño, dal 1979[2]

## Sport

### Calcio
La città è rappresentata nel mondo del calcio dal FC Libourne, che milita nel Championnat National 2, la quarta serie del campionato francese.